# We Are Family (Sister Sledge)
We are family is een single van Sister Sledge. Het is afkomstig van hun album We are family. Het lied is geschreven door Chic-koppel Nile Rodgers en Bernard Edwards. De inhoud van het lied slaat op de vier gezusters Sledge (Kathy, Debbie, Joni en Kim), die het nummer zingen, waarvan Kathy de hoofdmelodie zingt. Later werd het thema breder getrokken, als behorende bij een groep. Zo werd het in 1979 gebruikt door de Pittsburgh Pirates en werd het gebruikt in films als The Birdcage, The Full Monty en Mission: Impossible III. Aangepaste versies waren te zien in SpongeBob SquarePants, Muppet Show en Sesamstraat (Amerikaanse versie). Het is de naamgever van de We Are Family Foundation, een liefdadigheidsinstelling, in 2001 opgericht door Nile Rodgers. Het lied is een aantal keren gecoverd waaronder door Sly & Robbie en The Spice Girls. Aan het eind van het jaar wordt het nummer gebruikt als tune van het tv-programma Top 2000 A Gogo, ondanks het feit dat het nummer al sinds 2003 niet meer in de Top 2000 staat. Er is ook een versie in het Duits voorhanden: Wie 'ne Family.

## Hitnotering
We are family werd een hit in een beperkt aantal landen. Het stond negentien weken in de Billboard Hot 100 met als hoogste plaats 2. In de UK Singles Chart stond het tien weken met hoogste plaats 8. in Nederland stond een remix uit 1984 nog enige tijd in de hitparade.

### Nederlandse Top 40
| Positie: | 27 | 17 | 15 | 14 | 21 | 34 | uit |

### NederlandseMega Top 50
| Positie: | 30 | 23 | 16 | 18 | 19 | 23 | 24 | 39 | uit |

### BelgischeBRT Top 30
| Positie: | 26 | - | - | - | 29 | - | - | 20 | 22 | 30 | 27 | uit |

### VlaamseUltratop 30
| Positie: | 25 | 20 | uit |

### NPO Radio 2 Top 2000
| Nummer met noteringen in de NPO Radio 2 Top 2000 | '99  | '00-'01 | '02  |
| ------------------------------------------------ | ---- | ------- | ---- |
| We are family                                    | 1845 | -       | 1918 |

1. ↑  Een '-' betekent dat het nummer niet was genoteerd en een vetgedrukt getal geeft de hoogste notering aan.
2. ↑  Deze tabel is bijgewerkt tot en met de laatste editie (2024).